# Goudvis (dier)
De goudvis (Carassius auratus auratus) is de gedomesticeerde variant van Carassius auratus auratus uit de benedenloop van de Yangtze. Tot 2013 werd gedacht dat de goudvis van de giebel afstamde, maar dit blijkt niet het geval.
De kleur van de oorspronkelijke goudvis was echt goudachtig. De moderne goudvis is egaal oranje, rood, geel, zwart of wit van kleur, of vertoont combinaties van deze kleuren. Hij heeft metaalglanzende schubben en een enkele staart en aarsvin. Deze vorm wordt in het Japans hibuna genoemd. Er zijn enkele tientallen mutaties (parelmoerkleurige schubben, dubbele staarten, blaasogen, vlekkenpatronen, verdikkingen op de kop, verlengde vinnen en verlengde neusbuisjes) die in allerlei combinaties voor kunnen komen.

## Algemene informatie
Goudvissen zijn alleseters, ze kunnen ongeveer 40 cm lang worden en kunnen in aquaria een leeftijd bereiken van ongeveer 20 jaar. De grootste bekende goudvis is een 47,4 cm lang exemplaar van 1,8 kg. Deze vis heeft een vermelding in het Guinness Book of Records gekregen als Longest Goldfish en hij heet Bert.
Een beeld van de kennis omtrent de goudvis halverwege de negentiende eeuw in Nederland krijgt men uit het artikel 'Iets over den goudvisch' van T.C. Winkler in het tijdschrift Album der Natuur, zesde jaargang 1857.

## Naamgeving
De wetenschappelijke naam van de goudvis werd in 1758 door Carl Linnaeus gepubliceerd als Cyprinus auratus. De wetenschappelijke naam van de giebel werd door Marcus Elieser Bloch in 1782 als Cyprinus gibelio gepubliceerd. Naderhand werd duidelijk dat de goudvis een kweekvorm is van de giebel. Een genetisch onderzoek waarvan de resultaten in 2008 werden gepubliceerd stelde zelfs dat alle goudvissen zijn ontstaan uit slechts één wilde Chinese stam van de giebel. Voor veel taxonomen was dat reden om de goudvis te beschouwen als een ondersoort of een vorm van de giebel, waarbij de beide wetenschappelijke soortnamen synoniemen zijn. In dat geval heeft normaal gesproken de oudste naam prioriteit. Op basis van Opinion 2027 van de International Commission on Zoological Nomenclature, van 2003, dient echter de naam Carassius gibelio te worden gebruikt wanneer de beide taxa als onderdeel van één en dezelfde soort worden beschouwd. De wetenschappelijke naam voor de goudvis is dan ofwel Carassius auratus (Linnaeus, 1758) indien het taxon als een aparte soort wordt beschouwd, ofwel Carassius gibelio auratus (Linnaeus, 1758) wanneer het taxon als een gedomesticeerde ondersoort van de giebel wordt opgevat.
Onderzoek uit 2013 maakte echter duidelijk dat de goudvis afstamt van Carassius auratus auratus uit het zuidoosten van China, mogelijk rond Hangzhou en Jiaxing in de delta van de Yangtze. Het gebied van de giebel lijkt daarentegen beperkt tot de noordelijkere rivier Amoer en Europa.

## Oorsprong
De goudvis is oorspronkelijk afkomstig uit China, waar in ieder geval tijdens de Song-dynastie onder keizer Gaozong al goudvissen werden gehouden.
Job Baster (1711-1775) slaagde erin deze vis in Nederland te kweken. Vanuit zijn vijvers in Zierikzee begon de opmars van de goudvis door heel het land en daarbuiten. Baster deelde zijn goudvissen uit aan vele relaties.

### Import
De meeste goudvis voor de commerciële verkoop wordt per vliegtuig geïmporteerd uit Azië, de Verenigde Staten, Israël en Italië. De vissen worden daarbij verpakt in plastic zakken waarin ze 48 uur kunnen overleven. De sterfte bedraagt volgens de Nederlandse brancheorganisatie voor de gezelschapsdierensector 2 tot 3%.  In Nederland worden jaarlijks tussen de 5 en 10 miljoen exemplaren verkocht, een zeer klein deel daarvan wordt in het land zelf gekweekt.

## Levenswijze

### Voortplanting
Een vrouwtjesgoudvis legt gemiddeld duizend eitjes en doet dat meerdere keren per jaar.

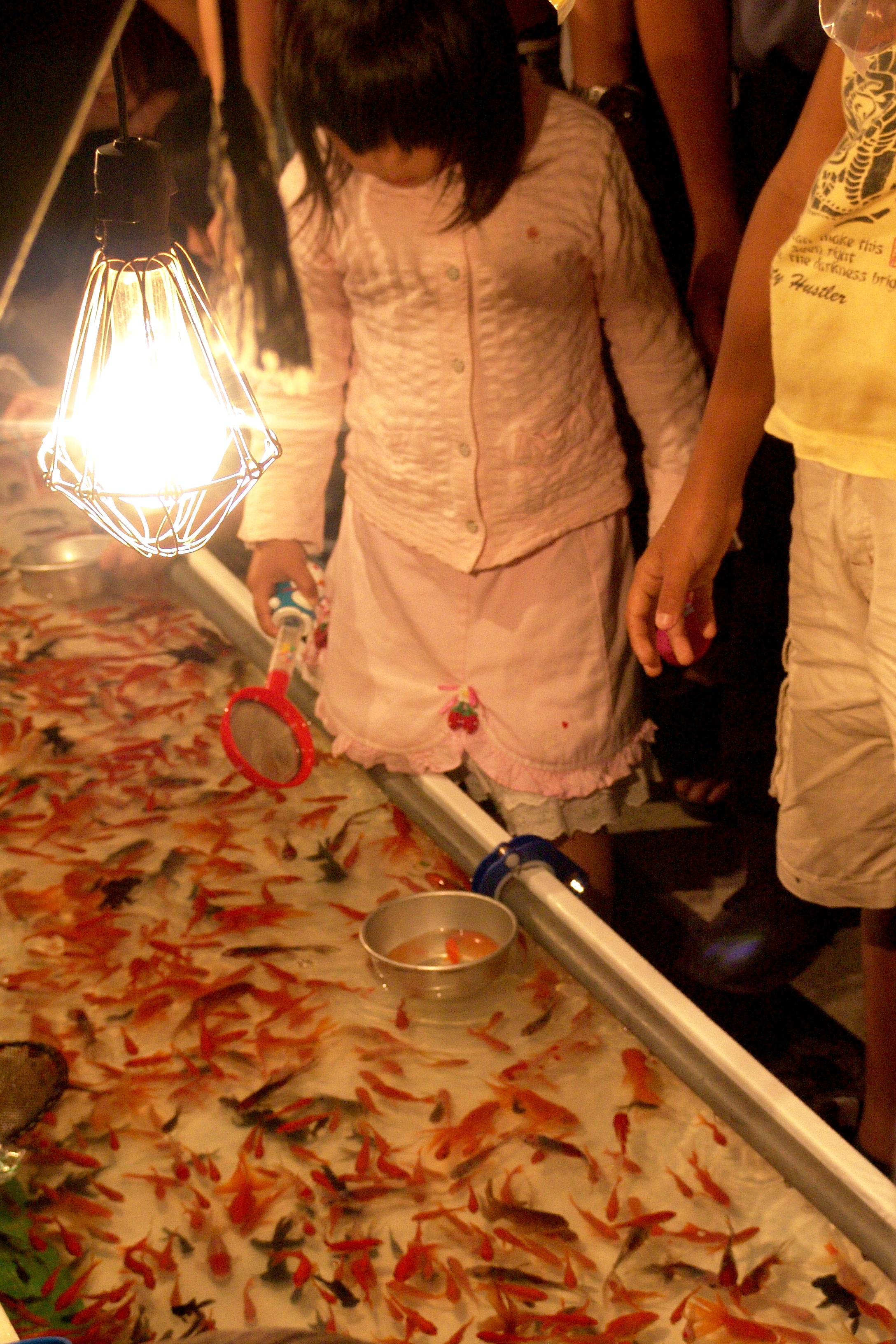
Shiroishi-jinja Festival in Japan met het spel Kingyo Sukui dat op festivals wordt gespeeld, waarbij men een goudvis in een beker probeert te vangen met een papieren schepje

### Gynogenese
De goudvis kan zich voortplanten in de vrouwelijke lijn door gynogenese. De vrouwtjes paren met andere karperachtigen, maar er treedt geen vermenging van het genetisch materiaal op. Dit gaat als volgt in zijn werk:
De eitjes van de goudvis zijn bij het afzetten nog in het bezit van een poollichaampje. Dit poollichaampje ontstaat bij de tweede meiose. De chromatiden van dit poollichaampje zijn identiek met die van de kern. Tijdens de eerste meiose zijn de homologe chromosomen van het moederdier van elkaar gescheiden en worden niet-identieke gameten gevormd als de moeder heterozygoot is. Bij paring met mannelijke goudvissen of met kroeskarpers treedt bevruchting op en wordt dit poollichaampje uitgestoten. Bij paring met andere karperachtigen kan de eicel geactiveerd worden door de soortvreemde spermatozoa en wordt de nakomeling een bijna homozygote nakomeling van het moederdier (er vindt nog crossing-over plaats, zodat de chromosomen in het poollichaampje en de eicel niet identiek zijn), maar met een willekeurige combinatie van de homologe chromosomen van het moederdier. Dit proces wordt gynogenese genoemd. Ook andere vormen van gynogenese kunnen optreden waarbij polyploïdie kan optreden. Als het moederdier al homozygoot is zijn de nakomelingen een kloon van het moederdier. Dit is al na enkele generaties van deze manier van voortplanting het geval.

### Voedsel
De goudvis is een alleseter, hij eet zowel dierlijk voedsel als plantaardig, maar verse waterplanten maken geen deel uit van het menu. De goudvis neemt ook voedsel op van de bodem waarbij bodemmateriaal opdwarrelt.

### Verwildering
Goudvissen worden ook weleens gedumpt in natuurgebieden. Dit is niet in het belang van de natuur en ook niet in het belang van de goudvis. Met name predatie op amfibieënlarven en insectenlarven kan in geïsoleerde wateren een probleem vormen. In de vrije natuur verdwijnen de goudvormen doordat ze als eerste ten prooi vallen aan predatoren en blijven alleen wildkleurexemplaren over.

### Veroudering
De goudvis kan tiental jaar oud worden en hij kan daarbij veranderen van kleur. Zijn rode vinnen worden stilaan zilverachtig. Sommige goudvissen hebben die verkleuring al van in het begin, maar dat kan ook vergroten of beter zichtbaar worden naarmate ze ouder worden. Soms is dat een geleidelijk proces, maar kan ook van de ene dag op de andere. 

## Houderij
Een goudvis kan de winter in een vijver overleven mits het water diep genoeg is. Van de goudvis zijn er vele vormen gefokt. Sommige, zoals de telescoopoog en de sluierstaart, hebben semi-letale factoren. De sluierstaarten (Ruykin, telescoopoog, blaasoog, hemelkijker, leeuwenkop, egg etc.) kunnen niet tegen temperaturen lager dan 8 graden Celsius, dus in de winter kunnen deze vissen niet in de vijver.
Een goudvis is – in tegenstelling tot het beeld dat men heeft uit de dierenwinkel – niet geschikt voor een viskom aangezien de vis hierin niet volledig kan uitgroeien, de kans op zuurstoftekort zeer groot is en het vrijwel onmogelijk is de waterkwaliteit op orde te houden. In Nederland, in tegenstelling tot Duitsland, is het niet verboden deze vissen in een viskom te houden. Onder de juiste omstandigheden kunnen goudvissen wel in een koudwater-aquarium gehouden worden, hoewel gewone goudvissen bij optimale omstandigheden erg groot worden. Aangezien de vissen goede zwemmers zijn, hanteert men de algemene richtlijn van 250 liter water voor de eerste goudvis en 50 liter water extra per volgend exemplaar. Duitse wetgeving verplicht een aquarium met de minimale afmeting van 100×40×50 centimeter. Daarnaast dient men er rekening mee te houden dat de vissen grote vervuilers zijn. Goudvissen hebben altijd honger, maar hebben geen maag. Wat ze eten komt er vrijwel direct weer uit. Daarom is een voldoende krachtige filterpomp en regelmatige waterwissels een noodzaak. De meest ideale manier voor het houden van gewone goudvissen is dan ook de vijver.
Sluierstaarten zijn geschikter om te houden in een aquarium en door hun gevoeligheid minder geschikt voor een buitenvijver. Een aquarium moet minimaal acht keer de lengte van deze vis zijn.
Aangezien goudvissen flinke vervuilers zijn, door hun snelle groei en het grondelen, is een filter wel aan te bevelen. Het water kan eventueel bewerkt worden met een neutraliserend middel dat schadelijke stoffen bindt, zoals koper en chloor. Deze stoffen beschadigen de kieuwen en de lever. In het Nederlandse drinkwater komen deze stoffen niet (meer) voor, maar veel woningen zijn nog voorzien van koperen leidingen. Een lichtkap is goed voor de planten, die door het licht beter groeien. Het is echter niet noodzakelijk voor de vissen. Het licht kan het beste rond de 10 tot 12 uur aaneengesloten aan staan. In een aquarium moet afhankelijk van het type filter iedere 1 à 2 weken een derde deel van het water ververst worden en 1 keer in de maand het filtermateriaal uitgespoeld worden in het water wat weg gaat om ververst te worden. Bij sluierstaarten kan er een verwarmingselement in als het aquarium in een koude ruimte staat, deze kan dan op 18 à 22 graden Celsius ingesteld worden. Bij goudvissen is dat af te raden, die vinden rond de 18 graden Celsius prettig.

### Voedsel
Naast gedroogd voedsel hebben goudvissen ook levend voedsel nodig zoals watervlooien of koudwatergarnalen. Wormen kunnen beter vermeden worden omdat ze ziekten kunnen hebben. Kleine stukjes rauw, mager vlees worden door sommige goudvissen ook soms op prijs gesteld.
Goudvissen kunnen goed opgroeien met gedroogd voer, voor de voortplanting wordt vaak het dieet met wat levend of diepgevroren voer aangevuld.
De vissen krijgen één keer per dag voer, en af en toe één à twee dagen overslaan is niet erg. Levend voer kan één keer in de week gegeven worden. Als het formaat van de bak of het filtersysteem het toelaat kan ook vaker gevoerd worden. Goudvissen die optimaal gehuisvest en gevoerd worden kunnen zo in een jaar tot 20 cm groot worden. Het voer moet voldoende pigmenten bevatten omdat goudvissen deze pigmenten niet zelf kunnen produceren. In buitenvijvers wordt hierin voorzien door de algen of daphnia's die worden gegeten.
Sluierstaarten en andere goudvissen met een bijzondere lichaamsvorm zijn erg gevoelig voor problemen met de zwemblaas waardoor ze hun rechtopstaande positie niet meer kunnen vasthouden. De oorzaken liggen over het algemeen in het voer, ongeschikte voeders kunnen resulteren in verstopping van de darm en een drukopbouw in de buikholte. Deze druk op de zwemblaas heeft invloed op haar vorm en functioneren. Daardoor ligt het zwaartepunt van de vis niet meer onder het geometrische middelpunt en kan de vis zijn rechtopstaande positie niet meer vasthouden. Ook infecties kunnen door vochtophoping in de buikholte hetzelfde effect veroorzaken. Ook andere oorzaken kunnen ten grondslag liggen aan zwemblaasproblemen, zoals tumoren, bacteriële, virale en parasitaire infecties van de zwemblaas.

## Variëteiten
- Sarasa
- Komeetstaart
- Shubunkin
- Telescoopooggoudvis
- Oranda
- Ryukin
- Waaierstaartgoudvis
- Sluierstaartgoudvis
- Ranchu
- Parelschubgoudvis
- Pompoenneus
- Hemelkijker
- Blaasoog
- Leeuwenkop
- Staartloze meteoor

## Ziekten

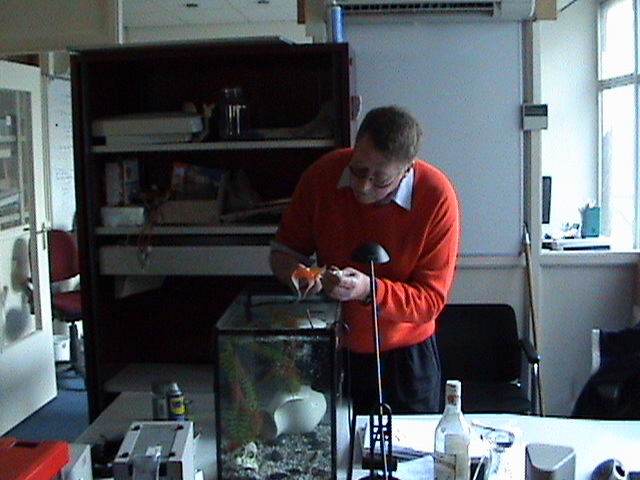
Een goudvis die een injectie toegediend krijgt

Er zijn verschillende oorzaken waardoor een goudvis ziek kan worden. De voornaamste oorzaken zijn infecties door bacteriën, de aanwezigheid van parasieten of aandoeningen vanwege schimmels. Ter voorkoming van ziekten is het belangrijk, dat het water waar de vis in leeft regelmatig ververst wordt en dat het dier voldoende voeding krijgt maar niet overvoerd wordt, en dat het voeren regelmatig plaatsvindt. Bij bacteriële infecties kunnen antibiotica worden toegediend. Deze kunnen geïnjecteerd worden, of aan het water worden toegevoegd. Ook tegen schimmelinfecties zijn er diverse middelen in de handel die aan het water kunnen worden toegevoegd.
Voorkomende ziekten:
- Witte stip
- Trichodina
- Chilodonella
- Costia
- Gyrodactylus of huidworm
- Dactylogyrus of kieuwworm
- Draadworm
- Karperluis
- Ankerworm of Lernea

Vooral sluierstaartgoudvissen kunnen lucht in de zwemblaas krijgen en gaan dan op de kop drijven. Oplossing is een zakje watervlooien in het water te doen. De vis eet zijn buik propvol en de darminhoud zal de lucht uit de zwemblaas persen. Eén dag later nog niet voeren, pas de tweede dag weer.